# Grand Slang
Grand Slang (МФА /ɡɹˈænd slˈæŋ/) е калиграфски безсерифен шрифт, създаден от германския графичен дизайнер Николас Вробел. Той бе публикуван на 1 септември 2019 година от неговата типография, Николас Тайп.
Идеята за дизайна на Grand Slang произтича от американската калиграфия от XX век и работата на американските калиграфи Оскар Ог и Уилиям Дуигинс. Също така бе вдъхновен от знаци в американските филми от 40-те и 50-те години на миналия век.
Grand Slang е едновременно силен и гъвкав, съчетаващ различни стилове като традиционно и съвременно писане, заедно с основни форми. Включва над 310 глифа, включително главни и малки букви, цифри, препинателни знаци, ударения, лигатури, диакритични знаци и символи.
Заглавието Grand Slang произлиза от английските думи grand и slang. Думата grand се използва в американски и британски жаргон, за да означава хиляда долара или хиляда Британски паунд.
Шрифтът е наличен за изтегляне онлайн във формати OTF и WOFF. Той е полезен за графичен дизайн, уеб дизайн, приложения и електронна книга.
Grand Slang може да се използва за писане на много европейски езици, които използват латинската азбука. Той е собствен софтуер, така че може да се използва като се приемат условията на лиценза на софтуера.